# 隼ジュン
隼 ジュン（はやぶさ ジュン、1941年11月23日- 本名:中竹英孝）は、日本のコメディアン。長男はタレントでパントマイマー・ヘブンアーティストのクラッチ。

## 来歴・人物
宮崎県串間市出身。国士舘大学・体育学部卒業。大学卒業後に芸能界デビュー。大学時代は体操の東京五輪強化選手だったが収入が無く芸能界に興味津々となり、芸能界入り後はショーの世界に入り日劇にも出演、更には大学の体操仲間らとスポーツショーのチームを組み舞台に出演。吉本興業にも所属し、「隼ジュン&ダン」として寄席とテレビ出演をする。吉本興業退社後は「隼ブラザーズ」を結成し、地道な芸能活動を展開している。

## 弟子

### 直弟子
- 隼ダン
- 隼トラン（隼トラン・ポリンとして活躍。現・隼ブラザーズ）
- 隼天虎守（元・力士。「代々の花」として幕下まで上がった）

他

### 付き人
- 片岡鶴太郎（師匠の片岡鶴八のもとで修業した後に付き人となり、「丘鶴太郎」の名前でトランポリンの芸を披露するも不安を感じ2年ほどで離れた）

他

## 出演番組
- モーレツ!!しごき教室
- やすきよの腕だめし運だめし

他